# Las siete de Edimburgo

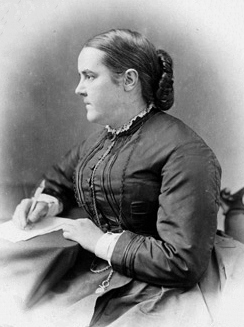
Sophia Jex-Blake, líder de "Las Siete de Edimburgo"

Las siete de Edimburgo fueron el primer grupo de mujeres universitarias matriculadas en una universidad británica. Comenzaron a estudiar medicina en la Universidad de Edimburgo en 1869 y, a pesar de que en última instancia se les impidió tanto graduarse como convertirse en médicas, la causa que llevaron a cabo captó la atención nacional y consiguió numerosos apoyos, entre ellos el de Charles Darwin. El derecho de las mujeres a una educación universitaria pasó a formar parte de la agenda política del país y, en 1876 se aprobó una ley que amparaba y aseguraba el derecho de las mujeres a estudiar medicina en la universidad (UK Medical Act 1876).
El grupo también recibe el nombre de Septem contra Edinam (“Las siete contra Edimburgo”, término inspirado en el mito griego de “Los siete contra Tebas”). Aunque durante los cuatro años de campaña algunas de las siete integrantes originales se marcharon y otras nuevas se incorporaron, se considera que Las Siete de Edimburgo son: Sophia Jex-Blake, Isabel Thorne, Edith Pechey, Matilda Chaplin, Helen Evans, Mary Anderson, Emily Bovell. Estos nombres figuraban en la petición hecha el 15 de noviembre de 1869 al Royal Infirmary, solicitando su admisión en Medicina. Todas ellas aparecían en el Registro de Estudiantes de Medicina del CMG (Colegio General de Médicos) entre 1869 y 1870 como estudiantes bona fide (de pleno derecho), y se les exigió recibir instrucción clínica en el Infirmary para así cumplir con los requisitos necesarios y obtener el título.

## El inicio de la campaña de Edimburgo
Sophia Jex-Blake solicitó plaza para estudiar Medicina en marzo de 1869 y, aunque la Facultad y el Senatus Academus votaron a favor, el Tribunal Universitario rechazó su petición alegando que la Universidad no podía hacer los cambios necesarios “en pro de una sola dama”.

Jex-Blake publicó una noticia en The Scotsman y otros periódicos nacionales para que más mujeres se uniesen a su causa. Las dos primeras en escribirle fueron Isabel Thorne y Edith Pechey. La carta de Edith Pechey decía: 
«¿Cree que es necesario algo más que cierta capacidad y una buena dosis de perseverancia para tener éxito? Creo disponer de ambas además de pasión por las materias de estudio, pero en cuanto a mi conocimiento actual de estas, temo no estar a la altura. Me preocupa no ser capaz de superar el examen de acceso sin mucho estudio previo.»
De todas formas, esta humilde carta no hacía justicia a su capacidad intelectual.
 
En el verano de 1869 se envió una segunda solicitud en nombre de un grupo formado por cinco mujeres al que se sumarían otras dos ese mismo año, constituyendo "Las Siete de Edimburgo". En ella pedían derecho a matricularse y todo lo que implicaba, como poder asistir a todas las clases y exámenes necesarios para graduarse.
Su solicitud fue aceptada por el tribunal universitario y se instalaron en el número 15 de Buccleuch Place, actual sede del “Student Experience Office” de la Universidad de Edimburgo. Pronto comenzarían a prepararse para la prueba de acceso. De los 152 candidatos que se presentaron al examen el 19 de octubre del 1869, cinco eran mujeres y cuatro de ellas estuvieron entre las siete primeras posiciones.

## Las primeras universitarias en Gran Bretaña
El 2 de noviembre de 1869 las mujeres se matricularon en la Universidad de Edimburgo. Al hacerlo, esta se convirtió en la primera en abrirle sus puertas.
Uno de los documentos más relevantes de la campaña es el Programa Académico de la universidad del año 1870, el cual contenía una nueva sección, bajo el título de “Reglamento de la educación de mujeres estudiantes de medicina”. En él se declaraba que las mujeres deberían recibir sus clases en aulas separadas de los hombres y deberían pagar una tasa de matrícula más elevada debido al menor tamaño de sus clases. En todos los demás aspectos recibirían el mismo trato que los hombres : “ estarán sujetas a todas las normas en vigor ahora o en cualquier momento futuro de la Universidad en cuanto a la matriculación de estudiantes, su asistencia a clase, exámenes y demás.”

## Crece la hostilidad hacia las mujeres
El profesor Robert Christison fue uno de los mayores oponentes de los derechos femeninos. En abril de 1870 el Tribunal Universitario celebró un debate con el fin de decidir si se le debería permitir a las estudiantes asistir a clases mixtas; y por lo tanto, ser tratadas de manera igualitaria a sus compañeros varones, reduciendo las matrículas considerablemente más elevadas que tenían que pagar y proporcionándoles del mismo modo el derecho a becas. Durante este debate los profesores Robert Christison y Laycock ofrecieron sus puntos de vista ganándose la atención de la prensa nacional, la cual se posicionó a favor de ellas.
Fue la influencia de Christison la que causó que muchos miembros del personal docente, que inicialmente las apoyaban, dejaran de impartirles clase durante el resto del curso. Una creciente proporción de estudiantes varones comenzaron a comportarse de manera ofensiva e insolente, cerrándoles la puerta en las narices a sus compañeras y ocupando sus habituales asientos, “estallando en risas y burlas” cada vez que se acercaban.
Más tarde Sophia escribió que era “como si se hubiese formado una conspiración para hacer que nuestra estancia fuese lo más incómoda posible”. Y decidió describir el acoso recibido: arrancaron el timbre de la puerta y estropearon la placa de identificación hasta cinco veces, colocaron girándulas en sus puertas, les echaban el humo del tabaco en la cara, les enviaban cartas indecentes, las abordaban en callejones solitarios y les gritaban obscenidades en público.
Edith Pechey, en una carta al periódico escocés The Scotsman, cuenta cómo la persiguieron por las calles y cómo fue tratada con calificativos de lo más ofensivos, como por ejemplo “zorra”.
Tanto amigos como simpatizantes llegaron a creer que algunos de los profesores estaban incitando deliberadamente a los estudiantes a comportarse así. Las mujeres comenzaron a tomar precauciones, solo caminaban por el campus en grupo, pero ninguna estaba preparada para los acontecimientos que tendrían lugar el viernes 18 de noviembre de 1870.

## Los disturbios en el Surgeon’s Hall
A las cuatro de la tarde del viernes 18 de noviembre de 1870 las mujeres debían presentarse a un examen de anatomía en el Surgeon's Hall. A medida que se acercaban se dieron cuenta de que la calle Nicholson estaba bloqueada por cientos de personas. Cuando vieron que las mujeres se acercaban, muchos de los allí reunidos comenzaron a arrojarles basura y barro mientras les gritaban e insultaban.
Se abrieron paso hasta llegar a la entrada principal de la Universidad y al llegar les cerraron las puertas de forma brusca. Negándose a entrar por cualquier puerta lateral, resistieron la hostilidad de la multitud hasta que un estudiante compasivo acudió en su ayuda y les abrió la puerta principal. Los disturbios en el Surgeon's Hall, como son conocidos hoy en día, fueron un hito en la historia de la campaña de las médicos; atrayendo así una amplia publicidad que consiguió que mucha gente se uniese a su causa.
Este acontecimiento también avivó el apoyo de varios estudiantes varones que se conmocionaron por la manera en la que habían sido tratadas aquel día y decidieron escoltarlas de vuelta hasta el número 15 de Buccleuch Place al terminar el examen.

## La campaña nacional
Más mujeres se habían sumado a las clases. Algunos doctores las habían instruido con mucho gusto, y sus simpatizantes crearon un Comité General para apoyar a una Educación en medicina para Mujeres con más de 300 afiliados, incluyendo a Charles Darwin. Sin embargo, perdieron la batalla para poder graduarse. En 1873, el Tribunal Supremo apoyó el derecho de la Universidad de rechazar las titulaciones femeninas. También dictaminaron, por mayoría absoluta, que las mujeres no deberían haber sido admitidas en primer lugar. Esta derrota y otros problemas motivaron a la mayoría de ellas a continuar la lucha, no solo por razones personales, sino también por un bien común.

## Después de 1873
Sophia Lex-Blake se mudó a Londres para continuar con la lucha. Trabajó activamente para crear la London School of Medicine for Women (Escuela de Medicina para mujeres de Londres), que abrió sus puertas en otoño de 1874, y a la que asistieron doce de las catorce estudiantes que habían cursado previamente en Edimburgo. Seis de las siete “originales” también se instruyeron en esa escuela.

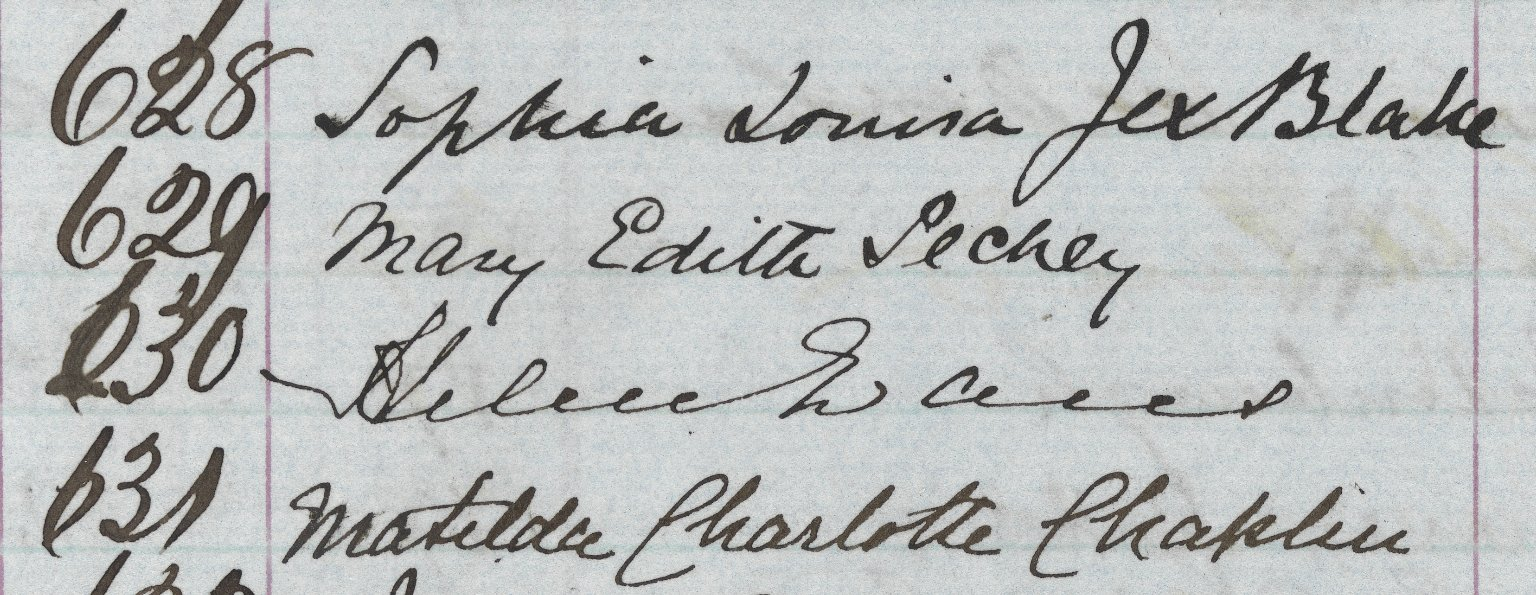
Firmas de matriculación de Sophia Jex-Blake, Mary Pechey, Helen Evans, Matilda Chaplin

Cinco de esas siete - Bovel, Chaplin, Jex-Blake, Marshall y Pechey - tuvieron la oportunidad, a finales de los 70, de hacer el doctorado de medicina tanto en Berna como en París. En 1876, la nueva legislación estableció, (aunque esto no se cumplió ), que los órganos examinadores trataran a los alumnos de ambos sexos por igual. El Irish College of Physicians (Colegio de médicos Irlandés) (en aquel entonces conocido como el Kings and Queens College of Physicians, "Colegio de Médicos de Reyes y Reinas") fue el primero en concederles la licencia para ejercer medicina, una gran oportunidad para cuatro de las mujeres recién graduadas.
En 1878 Jex-Blake regresó a Edimburgo para convertirse en la primera doctora de Manor Place, en New Town. Además de precursora del Hospital Brunstfield, abrió una clínica para pacientes sin recursos. Una vez que Escocia comenzó a otorgarles títulos, Jex-Blake colaboró en la fundación de la Edimburgh School of Medicine for Women (Escuela de Medicina para Mujeres de Edimburgo), con prácticas en el Hospital Leith. Edith Perchey ejerció en Leeds antes de convertirse en médica supervisora en un hospital para niños y mujeres en Bombay. Bovell y Marshall trabajaron en el New Hospital for Women in London (Nuevo Hospital para mujeres en Londres). Chaplin fundó una escuela de matronas en Tokio, pero volvió más tarde para dedicarse a la práctica privada en Londres.
Finalmente, la Universidad de Edimburgo y otras universidades escocesas admitieron mujeres en el curso de 1892 tras la Ley de 1889, la cual establecía un marco legal para ello. Todas las clases eran mixtas excepto las de medicina.

## Reconocimientos

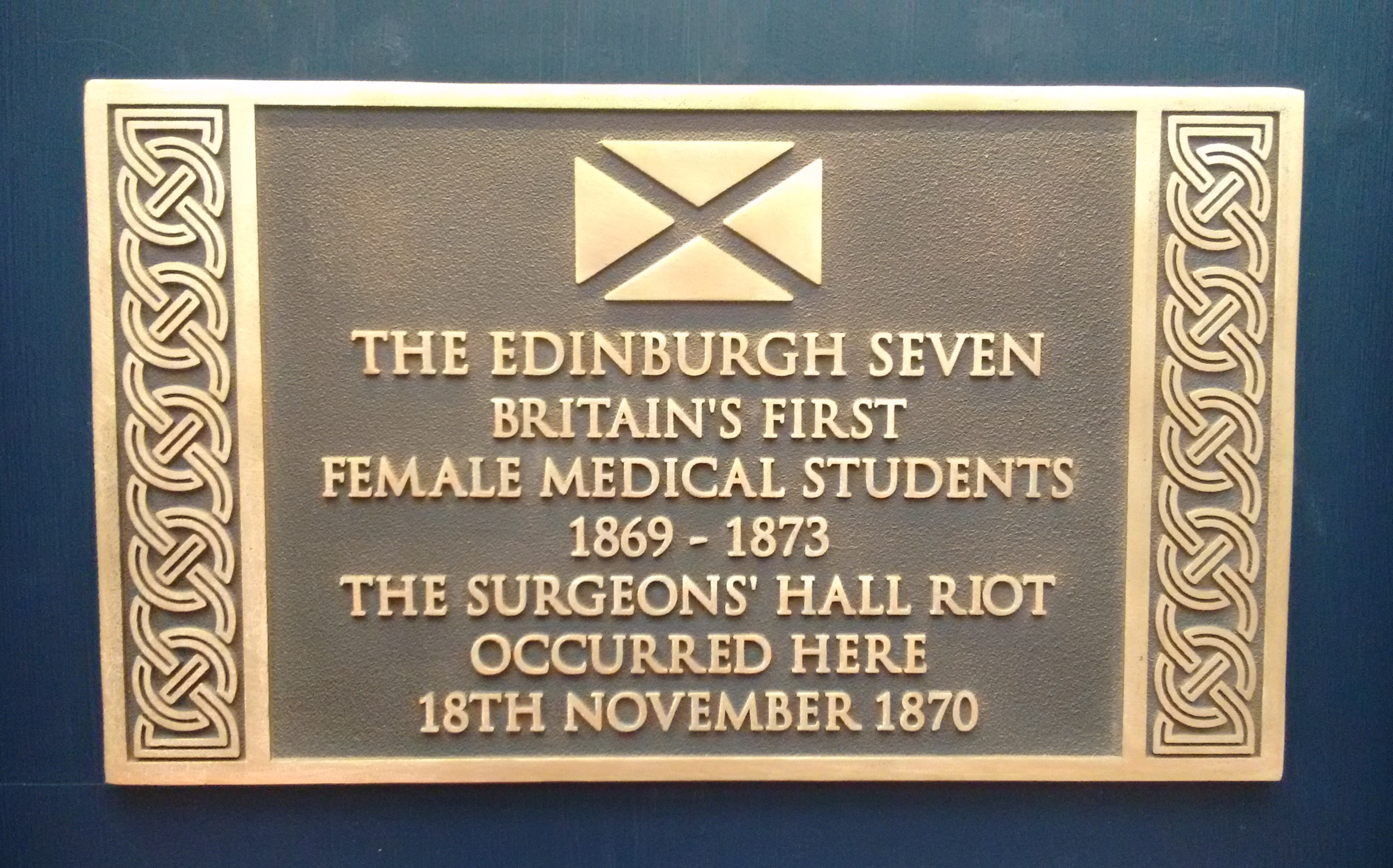
Placa conmemorativa en el Surgeons Hall

En 2015, las Siete de Edimburgo recibieron un homenaje con una placa en la Universidad de Edimburgo, como parte del Sistema de Placas Conmemorativas Históricas de Escocia.
En 2019, Edinburgh Medical School les otorgó el título honorario póstumo de MBChB. Siete estudiantes recibieron los certificados en nombre de las Siete de Edimburgo. La ceremonia de graduación formó parte de una serie de eventos para honrar sus logros.